# Olympische Jugend-Winterspiele 2024/Eishockey
Bei den IV. Olympischen Jugend-Winterspielen 2024 in Gangwon wurden 4 Entscheidungen im Eishockey ausgetragen. Austragungsort war das Gangneung Hockey Centre. Pro Geschlecht wurde ein Turnier mit sechs Nationalmannschaften ausgetragen. Im Gegensatz zu den bisherigen Austragungen wurde auch das 3×3 Turnier als Nationenturnier gespielt und nicht wie bisher mit gemischten Mannschaften.

## Qualifikation
Um an den Eishockey-Wettbewerben teilnehmen zu können, mussten die Athleten zwischen dem 1. Januar 2008 und dem 31. Dezember 2009 geboren sein.
Für die Mannschaftsturniere wurden die Quotenplätze wie folgt vergeben: Die 12 bestplatziertesten NOKs (Nationale Olympische Komitees) konnten entscheiden ob sie mit einem Männer- oder Frauenteam an den Wettkämpfen teilnehmen möchten. Sobald die Quotenplätze für ein Geschlecht erschöpft waren, werden die nachfolgenden NOKs dem Turnier zugewiesen, welches noch über freie Quotenplätze verfügt.
Die Quotenplätze für das 3×3 Turnier wurden anschließend an die Verteilung der Quotenplätze für das Mannschaftsturnier vergeben. Hierbei erhielten die Nationen Priorität, welche keinen Quotenplatz für das Mannschaftsturnier erhalten hatten. Auch hier entschieden die NOKs selbst ob sie mit einem Männer- oder Frauenteam an den Wettkämpfen teilnehmen. Als Gastgeberland stand Südkorea je ein Quotenplatz bei einem Mannschafts- als auch bei einem 3×3 Turnier zu.
Als Grundlage für die Qualifikation diente das IIHF Jugendranking der Saison 2022/23, welches am 30. Mai 2023 veröffentlicht wurde.
| Rang | NOK                 | Punkte | Männer   | Männer     | Frauen   | Frauen     |
| Rang | NOK                 | Punkte | 3×3 Team | Mannschaft | 3×3 Team | Mannschaft |
| ---- | ------------------- | ------ | -------- | ---------- | -------- | ---------- |
| 1    | Vereinigte Staaten  | 176    | —        | Ja         | —        | Nein       |
| 2    | Schweden            | 175    | —        | Nein       | —        | Ja         |
| 3    | Kanada              | 174    | —        | Ja         | —        | Nein       |
| 4    | Finnland            | 169    | —        | Ja         | —        | Nein       |
| 5    | Tschechien          | 163    | —        | Ja         | —        | Nein       |
| 6    | Slowakei            | 159    | —        | Ja         | —        | Nein       |
| 7    | Schweiz             | 158    | —        | Nein       | —        | Ja         |
| 8    | Deutschland         | 149    | —        | Nein       | —        | Ja         |
| 9    | Japan               | 140    | —        | Nein       | —        | Ja         |
| 10   | Norwegen            | 138    | —        | Nein       | —        | Ja         |
| 11   | Frankreich          | 136    | —        | Nein       | —        | Ja         |
| 12   | Ungarn              | 131    | Nein     | —          | Ja       | —          |
| 13   | Italien             | 127    | Nein     | —          | Ja       | —          |
| 14   | Dänemark            | 126    | Ja       | —          | Nein     | —          |
| 15   | Lettland            | 123    | Ja       | —          | Nein     | —          |
| 16   | Österreich          | 121    | Ja       | —          | Nein     | —          |
| 17   | Polen               | 111    | Ja       | —          | Nein     | —          |
| 18   | Südkorea            | 108    | Nein     | Ja         | Ja       | Nein       |
| 19   | Kasachstan          | 107    | Ja       | —          | Nein     | —          |
| 20   | Großbritannien      | 91     | Ja       | —          | Nein     | —          |
| 21   | Spanien             | 91     | Ja       | —          | Nein     | —          |
| 22   | Chinesisch Taipeh   | 85     | Ja       | —          | Nein     | —          |
| 23   | Niederlande         | 80     | Nein     | —          | Ja       | —          |
| 24   | Australien          | 77     | Nein     | —          | Ja       | —          |
| 25   | Volksrepublik China | 64     | Nein     | —          | Ja       | —          |
| 26   | Estland             | 63     | Nein     | —          | Nein     | —          |
| 27   | Türkei              | 59     | Nein     | —          | Ja       | —          |
| 28   | Mexiko              | 57     | Nein     | —          | Ja       | —          |
| 29   | Island              | 56     | Nein     | —          | Nein     | —          |
| 30   | Slowenien           | 56     | Nein     | —          | Nein     | —          |

## Zeitplan
| Zeitplan Eishockey | Zeitplan Eishockey | Zeitplan Eishockey | Zeitplan Eishockey | Zeitplan Eishockey | Zeitplan Eishockey | Zeitplan Eishockey | Zeitplan Eishockey | Zeitplan Eishockey | Zeitplan Eishockey | Zeitplan Eishockey | Zeitplan Eishockey |
| Wettbewerbe        | Januar             | Januar             | Januar             | Januar             | Januar             | Januar             | Januar             | Januar             | Januar             | Januar             | Januar             |
| Wettbewerbe        | 21.                | 22.                | 23.                | 24.                | 25.                | 26.                | 27.                | 28.                | 29.                | 30.                | 31.                |
| ------------------ | ------------------ | ------------------ | ------------------ | ------------------ | ------------------ | ------------------ | ------------------ | ------------------ | ------------------ | ------------------ | ------------------ |
| Männer             |                    |                    |                    |                    |                    |                    |                    |                    |                    |                    |                    |
| 3×3 Team           |                    |                    |                    |                    |                    |                    |                    |                    |                    |                    |                    |
| Mannschaft         |                    |                    |                    |                    |                    |                    |                    |                    |                    |                    |                    |
| Frauen             |                    |                    |                    |                    |                    |                    |                    |                    |                    |                    |                    |
| 3×3 Team           |                    |                    |                    |                    |                    |                    |                    |                    |                    |                    |                    |
| Mannschaft         |                    |                    |                    |                    |                    |                    |                    |                    |                    |                    |                    |
| Entscheidungen     | 0                  | 0                  | 0                  | 0                  | 2                  | 0                  | 0                  | 0                  | 0                  | 0                  | 2                  |

|  | Gruppenphase |  | Halbfinale |  | Medaillenentscheidung |

## Bilanz

### Medaillenspiegel
| Platz  | Land               | Gold | Silber | Bronze | Gesamt |
| ------ | ------------------ | ---- | ------ | ------ | ------ |
| 1      | Lettland           | 1    | –      | –      | 1      |
| 1      | Schweden           | 1    | –      | –      | 1      |
| 1      | Ungarn             | 1    | –      | –      | 1      |
| 1      | Vereinigte Staaten | 1    | –      | –      | 1      |
| 5      | Dänemark           | –    | 1      | –      | 1      |
| 5      | Japan              | –    | 1      | –      | 1      |
| 5      | Südkorea           | –    | 1      | –      | 1      |
| 5      | Tschechien         | –    | 1      | –      | 1      |
| 9      | China              | –    | –      | 1      | 1      |
| 9      | Deutschland        | –    | –      | 1      | 1      |
| 9      | Finnland           | –    | –      | 1      | 1      |
| 9      | Kasachstan         | –    | –      | 1      | 1      |
| Gesamt | Gesamt             | 4    | 4      | 4      | 16     |

### Medaillengewinner
| Disziplin  | Gold | Silber | Bronze |
| ---------- | --- | --- | --- |
| Männer     | | | |
| 3×3 Team   | LettlandRobert Kravalis Patrick Plum Herbert Laugalis Leonard Alexander Grundmann Felix Nick Paur Richard Rutkis Christer Obuk Timur Malyshev Oliver Mason Max Mikhailov Martin Klaucāns Daniel Reidzāns Martins Bartulis                                                                    | DänemarkLucas Althof Luca Bærensten Frederik Bech Mikkel Bjerre William Brix Emil Jakobsen Andreas Jørgensen Max Kramer Anton Larsen Mikkel Poulsen Gustav Remler Jensen Martinus Schioldan Casey Silverman                                                   | KasachstanTemırlan Aibolūly Beksultan Maqyş Arseni Kutschkowski Ädilhan Sattar Nikita Kulakow Matwei Reschetko Rasul Tūrsynov Arman Tölen Jahanger Tıleuhan Tair Bigarinov Jegor Krawtschenko Änuar Ahmejanov Roman Mitschurow                                            |
| Mannschaft | Vereinigte StaatenAbe Barnett Mickey Berchild Cole Bumgarner AJ Francisco Aurelio Garcia Shaeffer Gordon-Carroll JP Hurlbert Logan Lutner Jackson Marthaler Tyler Martyniuk Luke Schairer Logan Stuart Spencer Thornborough Zane Torre Parker Trottier Gavin Weeks Xavier Wendt              | TschechienŠimon Bělohorský Jakub Daněk Petr Hanyš David Huk Lukáš Kachlíř Šimon Katolický Adam Klaus Jan Láryš Václav Nedorost Filip Novák František Poletín Martin Psohlavec Ben Reisnecker Ondřej Ruml Tobiáš Sekanina Petr Tomek Jakub Vaněček Matěj Weiss | FinnlandWilliam Gammals Pyry Lammi Vili Varonen Samu Alalauri Nooa Järvenpää Juho Piiparinen Lauri Rantanen Julius Suominen Eelis Uronen Luka Arkko Wilmer Kallio Viljo Kähkönen Jiko Laitinen Matias Myllyniemi Milo Nuutinen Rasmus Rinne Oliver Suvanto Oliver Torkki  |
| Frauen     | | | |
| 3×3 Team   | UngarnBoróka Bátyi Dóra Bereczki Csenge Noémi Csordás Luca Lara Faragó Lili Hajdu Lorina Haraszt Réka Effi Hiezl Petra Polónyi Lara Sághy Bíborka Borbála Simon Bonita Lilla Szabó Noémi Zoé Takács Krisztina Weiler                                                                         | SüdkoreaAhn Se-won Chang Seo-yoon Choi Seo-yoon Kim Ji-min Na Se-young Park Ju-yeon Han Ye-jin Han Yu-an Han Chae-yeon Hong Chae-won Jang Hyeon-jung Shim Seo-hee Park Jung-hyun                                                                              | ChinaJu Sihan Xin Yufei Bi Lan Kou Chenfei Li Xinyi Li Yifei Wang Bingxin Zhang Anna Li Jinnuo Zhang Jingyue Wang Jinghan Tian Xueying Zhao Guiyun |
| Mannschaft | SchwedenMeja Engelin Elin Löwenadler Tilde Wyckman Chloe Berndtsson Selma Karlsson Malva Lindgren Vilda Nordh Alva Vitalisson Ebba Westerlind Judith Andersson Disa Carlsson Tilde Grillfors Ida Melin Nellie Norén Nora Segerljung Svanefjord Tillie Ytfeldt Maja Åkerlund Matilda Österman | JapanSuzuno Fukuda Riko Nishiuchi Mayu Hosogoe Kika Terauchi Koko Ruike Rino Tada Nana Akimoto Lily Sato Azumi Numabe Momoka Okamura Umeka Odaira Saika Kiyokawa Nanho Yamaguchi Reina Kakuta Tsumugi Ito Momona Fukuzawa Rio Suzuki Yumin Furuhira           | DeutschlandLina Alberts Tara Bach Emilija Birka Sarah Bouceka Hanna Bugl Victoria Gmeiner Mathilda Heine Milana Lutz Sandra Mayr Caylee Nagle Friederike Pfalz Charleen Poindl Madalena Seidel Anabel Seyrer Lena Spagert Hanna Weichenhain Zoe Wintgen Theresa Zielinski |

## Männer

### 3×3 Team

#### Gruppenphase
| Datum      | Uhrzeit | Begegnung         | Begegnung         | Ergebnis |
| ---------- | ------- | ----------------- | ----------------- | -------- |
| 20.01.2023 | 12:00   | Polen             | Kasachstan        | 8:18     |
| 20.01.2023 | 12:00   | Österreich        | Großbritannien    | 12:3     |
| 20.01.2023 | 13:30   | Lettland          | Spanien           | 24:5     |
| 20.01.2023 | 13:30   | Chinesisch Taipeh | Dänemark          | 2:11     |
| 21.01.2023 | 09:00   | Polen             | Chinesisch Taipeh | 10:8     |
| 21.01.2023 | 09:00   | Großbritannien    | Lettland          | 1:24     |
| 21.01.2023 | 10:30   | Kasachstan        | Österreich        | 8:9      |
| 21.01.2023 | 10:30   | Dänemark          | Spanien           | 15:2     |
| 21.01.2023 | 16:00   | Dänemark          | Großbritannien    | 14:4     |
| 21.01.2023 | 16:00   | Polen             | Spanien           | 10:5     |
| 21.01.2023 | 17:30   | Lettland          | Kasachstan        | 15:11    |
| 21.01.2023 | 17:30   | Österreich        | Chinesisch Taipeh | 18:1     |
| 22.01.2023 | 09:00   | Spanien           | Österreich        | 3:4      |
| 22.01.2023 | 09:00   | Kasachstan        | Dänemark          | 6:8      |
| 22.01.2023 | 10:30   | Großbritannien    | Polen             | 7:17     |
| 22.01.2023 | 10:30   | Lettland          | Chinesisch Taipeh | 28:2     |
| 22.01.2023 | 16:00   | Lettland          | Österreich        | 9:3      |
| 22.01.2023 | 16:00   | Chinesisch Taipeh | Kasachstan        | 2:14     |
| 22.01.2023 | 17:30   | Großbritannien    | Spanien           | 8:5      |
| 22.01.2023 | 17:30   | Dänemark          | Polen             | 11:7     |
| 23.01.2023 | 09:00   | Polen             | Lettland          | 3:8      |
| 23.01.2023 | 09:00   | Chinesisch Taipeh | Großbritannien    | 3:10     |
| 23.01.2023 | 10:30   | Spanien           | Kasachstan        | 4:14     |
| 23.01.2023 | 10:30   | Österreich        | Dänemark          | 7:5      |
| 23.01.2023 | 16:00   | Dänemark          | Lettland          | 6:11     |
| 23.01.2023 | 16:00   | Spanien           | Chinesisch Taipeh | 4:5      |
| 23.01.2023 | 17:30   | Kasachstan        | Großbritannien    | 22:13    |
| 23.01.2023 | 17:30   | Österreich        | Polen             | 2:3      |

#### Endrunde
|  | Halbfinale            | Halbfinale            |                       |   | Finale                | Finale                |
|  |                       |                       |                       |   |                       |                       |
|  | Lettland              | 19                    |                       |   |                       |                       |
|  | Kasachstan            | 5                     |                       |   |                       |                       |
|  | 24.01.2023, 12:00 Uhr |                       |                       |   |                       |                       |
|  |                       |                       | 25.01.2023, 14:00 Uhr |   |                       |                       |
|  | Lettland              | 10                    |                       |   |                       |                       |
|  |                       | Dänemark              | 3                     |   |                       |                       |
|  |                       |                       |                       |   |                       |                       |
|  | Spiel um Bronze       |                       |                       |   |                       |                       |
|  | 24.01.2023, 13:30 Uhr | 24.01.2023, 13:30 Uhr | Österreich            | 5 |                       |                       |
|  | Österreich            | 3                     | Kasachstan            | 6 |                       |                       |
|  | Dänemark              | 5                     |                       |   | 25.01.2023, 12:00 Uhr | 25.01.2023, 12:00 Uhr |

### Mannschaft

#### Gruppenphase

##### Gruppe A
| Rang | Nation             | Sp | S | OTS | OTN | N | Tore  | Punkte |
| ---- | ------------------ | -- | - | --- | --- | - | ----- | ------ |
| 1    | Tschechien         | 2  | 1 | 1   | 0   | 0 | 9:7   | 5      |
| 2    | Vereinigte Staaten | 2  | 0 | 1   | 1   | 0 | 10:10 | 3      |
| 3    | Slowakei           | 2  | 0 | 0   | 1   | 1 | 6:8   | 1      |

Abkürzungen: Sp = Spiele, S = Siege, OTS = Siege nach Verlängerung (Overtime) oder Penaltyschießen, OTN = Niederlagen nach Verlängerung oder Penaltyschießen, N = Niederlagen
Erläuterungen: direkte Qualifikation für das Halbfinale
| 27. Januar 2024 14:00 Uhr (Ortszeit) | 27. Januar 2024 6:00 Uhr (MEZ) | Slowakei J. Syrný (11:36) J. Ďurčo (22:10) K. Rezničák (24:15) K. Rezničák (29:14) | 4:5 n. P. (1:1, 3:1, 0:2, 0:1) Spielbericht | Vereinigte Staaten Z. Torre (1:37) JP. Hurlbert (18:43) C. Bumgarner (36:57) Z. Torre (44:06) M. Berchild (PS) | Gangneung Hockey Centre, Gangneung Zuschauer: 4.056 |

| 28. Januar 2024 14:00 Uhr (Ortszeit) | 28. Januar 2024 6:00 Uhr (MEZ) | Tschechien Š. Katolický (36:08) Š. Katolický (37:06) P. Tomek (44:17) | 3:2 (0:0, 0:0, 3:2) Spielbericht | Slowakei A. Kubát (33:09) F. Kovalčík (44:34) | Gangneung Hockey Centre, Gangneung Zuschauer: 3.830 |

| 29. Januar 2024 14:00 Uhr (Ortszeit) | 29. Januar 2024 6:00 Uhr (MEZ) | Vereinigte Staaten A. Barnett (5:48) M. Berchild (9:30) L. Stuart (14:59) L. Schairer (20:45) JP. Hurlbert (27:18) JP. Hurlbert (PS) | 5:6 (3:1, 2:2, 0:2, 0:1) Spielbericht | Tschechien Š. Katolický (8:39) Š. Katolický (22:29) O. Ruml (25:57) F. Novák (37:26) F. Novák (42:49) Š. Katolický (PS) V. Nedorost (PS) | Gangneung Hockey Centre, Gangneung Zuschauer: 3.203 |

##### Gruppe B
| Rang | Nation   | Sp | S | OTS | OTN | N | Tore | Punkte |
| ---- | -------- | -- | - | --- | --- | - | ---- | ------ |
| 1    | Kanada   | 2  | 2 | 0   | 0   | 0 | 12:1 | 6      |
| 2    | Finnland | 2  | 1 | 0   | 0   | 1 | 4:5  | 3      |
| 3    | Südkorea | 2  | 0 | 0   | 0   | 2 | 1:11 | 0      |

Abkürzungen: Sp = Spiele, S = Siege, OTS = Siege nach Verlängerung (Overtime) oder Penaltyschießen, OTN = Niederlagen nach Verlängerung oder Penaltyschießen, N = Niederlagen
Erläuterungen: direkte Qualifikation für das Halbfinale
| 27. Januar 2024 20:00 Uhr (Ortszeit) | 27. Januar 2024 12:00 Uhr (MEZ) | Südkorea | 0:8 (0:3, 0:2, 0:3) Spielbericht | Kanada M. Preston (1:38) L. Ruck (3:03) L. Ruck (11:32) A. Di Iorio (15:09) L. Ruck (21:34) T. Lawrence (35:32) A. O’Donnell (38:25) A. Valentini (44:52) | Gangneung Hockey Centre, Gangneung Zuschauer: 3.877 |

| 28. Januar 2024 20:00 Uhr (Ortszeit) | 28. Januar 2024 12:00 Uhr (MEZ) | Finnland L. Arkko (11:05) M. Myllyniemi (24:31) O. Torkki (28:53) | 3:1 (1:1, 2:0, 0:0) Spielbericht | Südkorea Gong S.-w. (1:01) | Gangneung Hockey Centre, Gangneung Zuschauer: 3.713 |

| 29. Januar 2024 20:00 Uhr (Ortszeit) | 29. Januar 2024 12:00 Uhr (MEZ) | Kanada A. Di Iorio (11:40) A. Di Iorio (35:03) R. Lin (37:52) A. Di Iorio (43:20) | 4:1 (1:0, 0:0, 3:1) Spielbericht | Finnland S. Alalauri (38:32) | Gangneung Hockey Centre, Gangneung Zuschauer: 2.083 |

#### Endrunde
|  | Halbfinale         | Halbfinale         |            |        | Finale     | Finale     |
|  |                    |                    |            |        |            |            |
|  | Tschechien         | 3                  |            |        |            |            |
|  | Finnland           | 1                  |            |        |            |            |
|  | 30. Januar         |                    |            |        |            |            |
|  |                    |                    | 31. Januar |        |            |            |
|  | Tschechien         | 0                  |            |        |            |            |
|  |                    | Vereinigte Staaten | 4          |        |            |            |
|  |                    |                    |            |        |            |            |
|  | Spiel um Bronze    |                    |            |        |            |            |
|  | 30. Januar         | 30. Januar         | Kanada     | 4      |            |            |
|  | Kanada             | 5                  | Finnland   | 5 (PS) |            |            |
|  | Vereinigte Staaten | 6 (PS)             |            |        | 31. Januar | 31. Januar |

##### Halbfinale
| 30. Januar 2024 14:00 Uhr (Ortszeit) | 30. Januar 2024 6:00 Uhr (MEZ) | Tschechien V. Nedorost (17:14) Š. Bělohorský (19:06) Filip Novák (29:11) | 3:1 (0:0, 3:0, 0:1) Spielbericht | Finnland V. Kähkönen (34:32) | Gangneung Hockey Centre, Gangneung Zuschauer: 3.448 |

| 30. Januar 2024 20:00 Uhr (Ortszeit) | 30. Januar 2024 12:00 Uhr (MEZ) | Kanada A. Di Iorio (17:19) Z. Nyman (22:38) M. Preston (30:29) M. Preston (38:31) Z. Nyman (42:54) | 5:6 (PS) (0:0, 2:3, 3:2, 0:1) Spielbericht | Vereinigte Staaten P. Trottier (16:39) JP. Hurlbert (17:58) S. Gordon-Carroll (19:44) P. Trottier (32:22) M. Berchild (39:59) JP. Hurlbert (PS) | Gangneung Hockey Centre, Gangneung Zuschauer: 2.238 |

##### Spiel um Bronze
| 31. Januar 2024 13:00 Uhr (Ortszeit) | 31. Januar 2024 5:00 Uhr (MEZ) | Kanada A. Di Iorio (6:15) T. Lawrence (6:46) K. Verhoeff (6:58) M. Preston (38:58) | 4:5 (PS) (3:2, 0:2, 1:0, 0:1) Spielbericht | Finnland J. Laitinen (7:27) L. Arkko (8:20) W. Kallio (25:34) V. Kähkönen (27:18) E. Uronen (PS) M. Myllyniemi (PS) | Gangneung Hockey Centre, Gangneung Zuschauer: 4.652 |

##### Finale
| 31. Januar 2024 20:00 Uhr (Ortszeit) | 31. Januar 2024 12:00 Uhr (MEZ) | Tschechien | 0:4 (0:1, 0:1, 0:2) Spielbericht | Vereinigte Staaten Berchild (8:39) JP. Hurlbert (21.04) Berchild (40:09) Z. Torre (43:25) | Gangneung Hockey Centre, Gangneung Zuschauer: 4.646 |

## Frauen

### 3×3 Team

#### Gruppenphase
| Datum      | Uhrzeit | Begegnung           | Begegnung           | Ergebnis |
| ---------- | ------- | ------------------- | ------------------- | -------- |
| 20.01.2023 | 16:00   | Niederlande         | Australien          | 1:6      |
| 20.01.2023 | 16:00   | Südkorea            | Volksrepublik China | 3:6      |
| 20.01.2023 | 17:30   | Italien             | Türkei              | 5:3      |
| 20.01.2023 | 17:30   | Mexiko              | Ungarn              | 0:17     |
| 21.01.2023 | 12:00   | Niederlande         | Mexiko              | 2:9      |
| 21.01.2023 | 12:00   | Volksrepublik China | Italien             | 4:3      |
| 21.01.2023 | 13:30   | Australien          | Südkorea            | 2:12     |
| 21.01.2023 | 13:30   | Ungarn              | Türkei              | 18:0     |
| 21.01.2023 | 19:00   | Ungarn              | Volksrepublik China | 13:3     |
| 21.01.2023 | 19:00   | Niederlande         | Türkei              | 2:11     |
| 21.01.2023 | 20:30   | Italien             | Australien          | 15:4     |
| 21.01.2023 | 20:30   | Südkorea            | Mexiko              | 7:0      |
| 22.01.2023 | 12:00   | Türkei              | Südkorea            | 1:4      |
| 22.01.2023 | 12:00   | Australien          | Ungarn              | 1:22     |
| 22.01.2023 | 13:30   | Volksrepublik China | Niederlande         | 17:0     |
| 22.01.2023 | 13:30   | Italien             | Mexiko              | 11:3     |
| 22.01.2023 | 19:00   | Italien             | Südkorea            | 5:6      |
| 22.01.2023 | 19:00   | Mexiko              | Australien          | 4:5      |
| 22.01.2023 | 20:30   | Volksrepublik China | Türkei              | 9:2      |
| 22.01.2023 | 20:30   | Ungarn              | Niederlande         | 33:0     |
| 23.01.2023 | 12:00   | Niederlande         | Italien             | 0:27     |
| 23.01.2023 | 12:00   | Mexiko              | Volksrepublik China | 1:20     |
| 23.01.2023 | 13:30   | Türkei              | Australien          | 10:2     |
| 23.01.2023 | 13:30   | Südkorea            | Ungarn              | 0:16     |
| 23.01.2023 | 19:00   | Ungarn              | Italien             | 11:1     |
| 23.01.2023 | 19:00   | Türkei              | Mexiko              | 9:1      |
| 23.01.2023 | 20:30   | Australien          | Volksrepublik China | 3:11     |
| 23.01.2023 | 20:30   | Südkorea            | Niederlande         | 16:0     |

#### Endrunde
|  | Halbfinale            | Halbfinale            |                       |   | Finale                | Finale                |
|  |                       |                       |                       |   |                       |                       |
|  | Ungarn                | 14                    |                       |   |                       |                       |
|  | Italien               | 4                     |                       |   |                       |                       |
|  | 24.01.2023, 12:00 Uhr |                       |                       |   |                       |                       |
|  |                       |                       | 25.01.2023, 14:00 Uhr |   |                       |                       |
|  | Ungarn                | 10                    |                       |   |                       |                       |
|  |                       | Südkorea              | 2                     |   |                       |                       |
|  |                       |                       |                       |   |                       |                       |
|  | Spiel um Bronze       |                       |                       |   |                       |                       |
|  | 24.01.2023, 13:30 Uhr | 24.01.2023, 13:30 Uhr | Volksrepublik China   | 8 |                       |                       |
|  | Volksrepublik China   | 4                     | Italien               | 7 |                       |                       |
|  | Südkorea              | 6                     |                       |   | 25.01.2023, 12:00 Uhr | 25.01.2023, 12:00 Uhr |

### Mannschaft

#### Gruppenphase

##### Gruppe A
| Rang | Nation   | Sp | S | OTS | OTN | N | Tore | Punkte |
| ---- | -------- | -- | - | --- | --- | - | ---- | ------ |
| 1    | Schweden | 2  | 1 | 1   | 0   | 0 | 7:2  | 5      |
| 2    | Japan    | 2  | 1 | 0   | 1   | 0 | 6:3  | 4      |
| 3    | Norwegen | 2  | 0 | 0   | 0   | 2 | 2:10 | 0      |

Abkürzungen: Sp = Spiele, S = Siege, OTS = Siege nach Verlängerung (Overtime) oder Penaltyschießen, OTN = Niederlagen nach Verlängerung oder Penaltyschießen, N = Niederlagen
Erläuterungen: direkte Qualifikation für das Halbfinale
| 27. Januar 2024 11:00 Uhr (Ortszeit) | 27. Januar 2024 3:00 Uhr (MEZ) | Norwegen C. Bax-Kristiansen (37:53) | 1:5 (0:1, 0:1, 1:3) Spielbericht | Schweden T. Ytfeldt (13:07) E. Westerlind (15:48) T. Grillfors (33:03) M. Österman (34:23) N. Svanefjord (39:23) | Gangneung Hockey Centre, Gangneung Zuschauer: 2.061 |

| 28. Januar 2024 11:00 Uhr (Ortszeit) | 28. Januar 2024 3:00 Uhr (MEZ) | Japan K. Terauchi (10:47) A. Numabe (30:41) U. Odaira (36:17) A. Numabe (40:12) U. Odaira (43:04) | 5:1 (1:0, 0:0, 4:1) Spielbericht | Norwegen P. Helle (33:25) | Gangneung Hockey Centre, Gangneung Zuschauer: 2.837 |

| 29. Januar 2024 11:00 Uhr (Ortszeit) | 29. Januar 2024 3:00 Uhr (MEZ) | Schweden N. Svanefjord (37:18) M. Österman (PS) E. Westerlind (PS) | 2:1 n. P. (0:0, 0:0, 1:1, 1:0) Spielbericht | Japan U. Odaira (35:07) | Gangneung Hockey Centre, Gangneung Zuschauer: 1.503 |

##### Gruppe B
| Rang | Nation      | Sp | S | OTS | OTN | N | Tore | Punkte |
| ---- | ----------- | -- | - | --- | --- | - | ---- | ------ |
| 1    | Schweiz     | 2  | 2 | 0   | 0   | 0 | 4:1  | 6      |
| 2    | Deutschland | 2  | 1 | 0   | 0   | 1 | 5:2  | 3      |
| 3    | Frankreich  | 2  | 0 | 0   | 0   | 2 | 0:6  | 0      |

Abkürzungen: Sp = Spiele, S = Siege, OTS = Siege nach Verlängerung (Overtime) oder Penaltyschießen, OTN = Niederlagen nach Verlängerung oder Penaltyschießen, N = Niederlagen
Erläuterungen: direkte Qualifikation für das Halbfinale
| 27. Januar 2024 17:00 Uhr (Ortszeit) | 27. Januar 2024 9:00 Uhr (MEZ) | Frankreich | 0:2 (0:1, 0:0, 0:1) Spielbericht | Schweiz L. Tschannen (13:20) N. Müller (36:43) | Gangneung Hockey Centre, Gangneung Zuschauer: 1.742 |

| 28. Januar 2024 17:00 Uhr (Ortszeit) | 28. Januar 2024 9:00 Uhr (MEZ) | Deutschland Z. Wintgen (13:00) H. Weichenhain (18:54) M. Heine (26:37) S. Mayr (29:44) | 4:0 (1:0, 3:0, 0:0) Spielbericht | Frankreich | Gangneung Hockey Centre, Gangneung Zuschauer: 1.391 |

| 29. Januar 2024 17:00 Uhr (Ortszeit) | 29. Januar 2024 9:00 Uhr (MEZ) | Schweiz L. Tschannen (23:49) A. Rohner (36:06) | 2:1 (0:0, 1:0, 1:1) Spielbericht | Deutschland Z. Wintgen (41:38) | Gangneung Hockey Centre, Gangneung Zuschauer: 2.219 |

#### Endrunde
|  | Halbfinale      | Halbfinale |             |   | Finale     | Finale     |
|  |                 |            |             |   |            |            |
|  | Schweden        | 6          |             |   |            |            |
|  | Deutschland     | 1          |             |   |            |            |
|  | 30. Januar      |            |             |   |            |            |
|  |                 |            | 31. Januar  |   |            |            |
|  | Schweden        | 4          |             |   |            |            |
|  |                 | Japan      | 0           |   |            |            |
|  |                 |            |             |   |            |            |
|  | Spiel um Bronze |            |             |   |            |            |
|  | 30. Januar      | 30. Januar | Schweiz     | 1 |            |            |
|  | Schweiz         | 1          | Deutschland | 3 |            |            |
|  | Japan           | 2          |             |   | 31. Januar | 31. Januar |

##### Halbfinale
| 30. Januar 2024 11:00 Uhr (Ortszeit) | 30. Januar 2024 3:00 Uhr (MEZ) | Schweden A. Vitalisson (8:52) T. Grillfors (16:37) N. Svanefjord (18:05) M. Lindgren (28:27) T. Grillfors (33:15) D. Carlsson (34:41) | 6:1 (1:0, 3:0, 2:1) Spielbericht | Deutschland F. Pfalz (43:26) | Gangneung Hockey Centre, Gangneung Zuschauer: 1.380 |

| 30. Januar 2024 17:00 Uhr (Ortszeit) | 30. Januar 2024 9:00 Uhr (MEZ) | Schweiz N. Müller (10:06) | 1:2 (1:1, 0:1, 0:0) Spielbericht | Japan M. Fukuzawa (10:38) A. Numabe (24:26) | Gangneung Hockey Centre, Gangneung Zuschauer: 1.083 |

##### Spiel um Bronze
| 31. Januar 2024 10:00 Uhr (Ortszeit) | 31. Januar 2024 2:00 Uhr (MEZ) | Schweiz L. Tschannen (21:56) | 1:3 (0:2, 1:0, 0:1) Spielbericht | Deutschland E. Birka (3:32) T. Zielinski (4:20) H. Weichenhain (44:32) | Gangneung Hockey Centre, Gangneung Zuschauer: 1.911 |

##### Finale
| 31. Januar 2024 16:00 Uhr (Ortszeit) | 31. Januar 2024 8:00 Uhr (MEZ) | Schweden T. Grillfors (9:02) E. Westerlind (11:06) N. Norén (31:00) M. Österman (44:26) | 4:0 (2:0, 0:0, 2:0) Spielbericht | Japan | Gangneung Hockey Centre, Gangneung Zuschauer: 2.880 |